# 2038年7月16日月食
2038年7月16日月食为一次將在协调世界时2038年7月16日出現的半影月食。該次月食半影食分為0.525、全影食分為-0.490。

## 概述
這次月食的食分是19.74。

## 基本參數
- 類型：半影月食
- 食甚資料：
  - 日期：2038年7月16日
  - 時間：11:34
  - 月球位置：赤經19.74度、赤緯-22.5度
  - 食分：半影食分：0.525、全影食分：-0.490

## 外部連結
- NASA月食專頁（页面存档备份，存于）（英文）